# Sōka Gakkai

Bandera del moviment Soka Gakkai.

Soka Gakkai (en japonès: 創価学会) és un moviment religiós budista d'origen japonès, basat en els ensenyaments de l'escola budista Nichiren. Es tracta d'una de les religions contemporànies nipones amb més practicants i un dels grups més rellevants dins del budisme Nichiren. Basa els seus ensenyaments en una interpretació del sutra del lotus, i advoca per «la pau, la cultura i l'educació» en la societat.
El moviment va ser fundat el 1930 pels educadors Tsunesaburō Makiguchi i Jōsei Tota. En els primers anys de l'Era Shōwa va estar considerat un grup opositor a l'emperador, per aquest motiu l'organització va ser dissolta durant la Segona Guerra Mundial i els seus membres van acabar empresonats. No obstant això, el Soka Gakkai es va consolidar amb l'arribada de la democràcia, i va passar a tenir més de 750.000 membres a finals de la dècada de 1950.
Daisaku Ikeda va assumir la presidència del Soka Gakkai el 1960 i es va dedicar a expandir el moviment en tots els àmbits, inclosa la creació del partit polític Kōmeitō (1962) i l'organització Soka Gakkai International (1975), concebuda com a moviment pacifista, que assegura comptar amb 12 milions de seguidors, segons xifres pròpies.